# ارین کیهیل
ارین جسیکا کیهیل (انگلیسی: Erin Jessica Cahill؛ زادهٔ ۴ ژانویهٔ ۱۹۸۰) یک هنرپیشه اهل ایالات متحده آمریکا است. وی از سال ۱۹۸۴ میلادی تاکنون مشغول فعالیت بوده‌است.